# Necronomicon Ex-Mortis
Il Necronomicon Ex-Mortis (spesso chiamato solo il Necronomicon), noto anche come il Libro dei Morti oppure il Libro della Morte e il cui nome originale era Naturom Demonto, è uno pseudobiblion ideato da Sam Raimi per la sua serie cinematografica La casa (Evil Dead).

## Ideazione

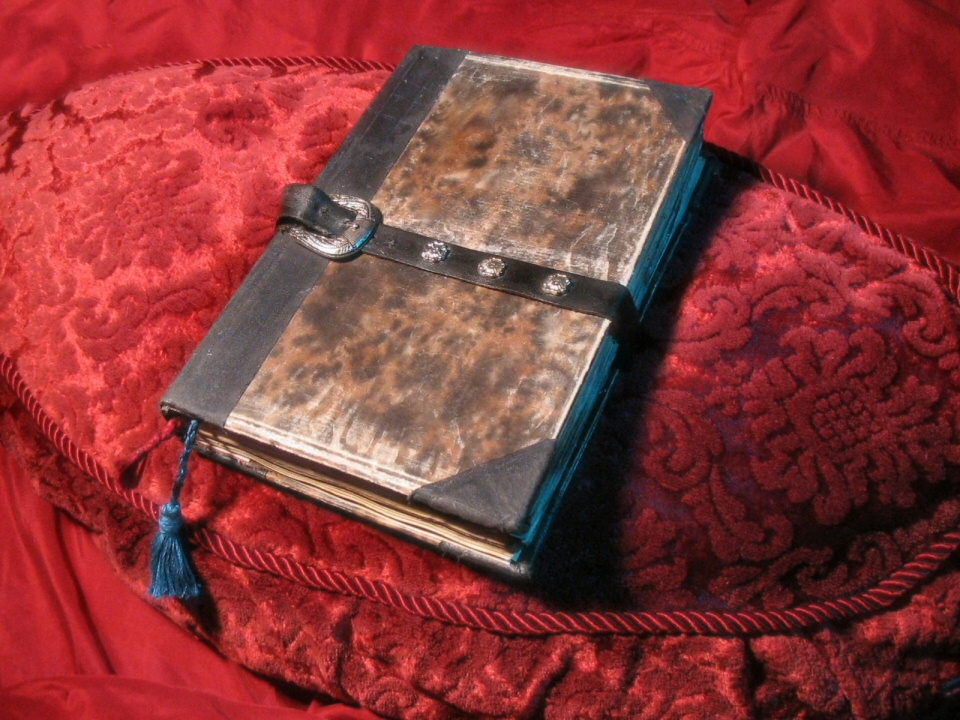
Una riproduzione del Necronomicon lovecraftiano

Il Necronomicon Ex-Mortis è chiaramente ispirato al Necronomicon di H.P. Lovecraft, a sua volta un testo fittizio usato come espediente narrativo nei suoi racconti, intorno al quale aleggia un'aria di mistero generata dal fatto che Lovecraft secondo molti mentì nell'affermare che il Necronomicon non esiste nella realtà, e ancora oggi molte bibliografie lo riportano come testo realmente esistente.
Sia il Necronomicon di Lovecraft che quello di Raimi sono testi contenenti riti per evocare i demoni; tuttavia, mentre il primo sarebbe stato scritto nell'VIII secolo dallo stregone yemenita Abdul Alhazred, il secondo avrebbe origini ben più antiche, risalenti agli antichi sumeri.

## Storia

### Origini
Il Necronomicon fu creato dagli Oscuri, esseri né umani né demoni, rilegato in pelle umana (con la copertina costituita da un volto orribilmente deformato) e scritto col sangue nella lingua degli antichi sumeri, il suo titolo originale era Naturom Demonto, il libro dei morti. Al suo interno vi sono illustrati profezie, incantesimi funerari, e passaggi per evocare i demoni. Il potere di questo libro era molto temuto dagli uomini in età antica e ancora nel Medioevo, quando i deadite quasi riuscirono a conquistare il mondo.
In un tempo imprecisato del XX secolo, il Necronomicon venne rinvenuto dal prof. Raymond Knowby nelle rovine di un antico castello a Kandahar. Affascinato dal manoscritto, lo portò in uno chalet di montagna nel Michigan per studiarlo con calma, registrando ogni sua scoperta grazie ad un registratore. Dopo anni di ricerche riuscì a comprendere il significato delle antiche scritture in esso riportate, e recitandole inavvertitamente risvegliò il demone, che prese possesso di sua moglie Henrietta. Raymond fu così costretto ad ucciderla, ma non ebbe la forza di smembrarne il corpo (il libro descrive che smembrando il corpo di un deadite si può liberare la sua anima e lasciare che riposi in pace nell'aldilà), limitandosi a seppellirla nella cantina dello chalet. Verrà ucciso dall'entità di lì a poco.

### La casa
Anni dopo Ash Williams, insieme alla fidanzata Linda, alla sorella Cheryl, e agli amici Scotty e Shelly, visitò quello stesso chalet. Trovato il registratore, Ash riprodusse la voce del professore, che pronunciò la formula per il risveglio del demone. L'entità prese il controllo degli amici di Ash, il quale fu costretto ad ucciderli, ma il controllo su di loro rimase anche da morti. Quando Ash riuscì a gettare il Necronomicon nel camino, questi scomparve insieme all'entità, lasciando morire i posseduti.

### La casa 2
I primi 7 minuti di La casa 2 costituiscono un remake del primo film, i cui eventi non sono mai avvenuti nella continuity affermatasi nel corso della serie. Questo paragrafo prende in considerazione gli eventi del film a partire dal 7º minuto, dove viene ripresa la scena finale del primo film.
L'entità tuttavia tornò pochi minuti dopo e aggredì Ash, riuscendo a prendere il controllo del suo corpo, anche se per poco; l'entità viene infatti scacciata dalla luce del sole. Prima che il demone tornasse col buio Ash tentò di lasciare la foresta, invano, poiché il ponte era crollato poco prima. Linda, ancora posseduta dall'entità, attacca Ash mordendogli la mano destra. Dopo aver fatto a pezzi il suo corpo la mano di Ash viene posseduta dall'entità ed è costretto ad amputarsela con la motosega.
Di lì a poco giunse allo chalet Annie Knowby, figlia del prof. Knowby, insieme al fidanzato Ed, accompagnati dalle guide Jake e Bobby Jo. Annie, come suo padre, studia il Necronomicon ed era presente quando lo rinvenne. Durante uno scavo trovò alcune pagine mancanti del libro, e le portò sullo chalet con l'intento di mostrarle ai suoi genitori (inconsapevole della loro morte). Bobby Jo viene uccisa dall'entità, e Jake poco dopo da Ash, di nuovo sotto controllo del demone, anche stavolta per poco tempo. Dalle pagine da lei rinvenute del Necronomicon, Annie apprese della profezia dell'"eroe del cielo", che avrebbe sconfitto il male; il libro include due passaggi: il primo richiamò nello chalet il demone in una forma fisica, mentre il secondo aprì un portale spazio-temporale che avrebbe dovuto scacciare l'entità. Il portale trasporta il demone e Ash nel passato, nell'anno 1300.

### L'armata delle tenebre
Spedito nel Medioevo, Ash venne dapprima condannato a morte in pasto ad un deadite, per poi venire rivalutato come il "guerriero del cielo" della profezia. Un mago spiegò che il Necronomicon, che lo portò in quell'epoca, aveva anche il potere di riportarlo indietro; Ash fu quindi costretto a cercarlo. Trovato in un cimitero in una terra di nessuno, sbagliò le parole insegnatigli dal mago ("Klaatu verata nikto") e pertanto, invece di distruggere i deadite per sempre, risvegliò l'armata delle tenebre, un numeroso esercito di scheletri che secondo la profezia, avrebbe fatto cadere il mondo intero se il prescelto avesse fallito. Ash portò il libro al castello di Lord Arthur. I vivi, dopo una lunga battaglia, ne uscirono vincitori, e Ash riuscì a tornare nella sua epoca. Il libro rimase al castello finché non fu trovato da Raymond Knowby, secoli dopo. Ciononostante, tornato al suo tempo, Ash scoprì che il demone era ancora in vita, in quanto venne aggredito da un deadite.
Nella versione Director's Cut del film, il finale è completamente differente: mostra Ash finire in un futuro post-apocalittico completamente sotto il controllo dei deadite.

### Jason va all'inferno
Il Necronomicon Ex-Mortis compare anche nel nono film di Venerdì 13, Jason va all'inferno. Nella casa del serial killer Jason Voorhees.

### Ash vs Evil Dead
Nella serie televisiva Ash vs Evil Dead, il demone viene di nuovo liberato da Ash quando, per far colpo su una ragazza (e sotto l'effetto di Marijuana), recita di nuovo i versetti per la sua evocazione. Ash sarà quindi costretto a combattere contro le varie insidie che il demone gli farà incontrare tramite i deadite, affiancato dai suoi amici Pablo e Kelly. Su consiglio dello zio di Pablo, uno sciamano, Ash dovrà seppellire il Necronomicon nel luogo dove lo aveva trovato, ovvero il noto chalet in cui aveva perso i suoi amici. Una degli Oscuri, però, Ruby, che si era spacciata per la seconda figlia di Raymond Knowby, stringe un patto con Ash per permettergli una vita normale in cambio di poter controllare i demoni per proteggere l'umanità, Ash, stanco delle morti che si è lasciato dietro, accetta la proposta. Subito dopo, alla radio, si sente che enormi crateri stanno comparendo sulla Terra.

## Poteri
Le formule contenute nel Necronomicon hanno enormi poteri. La sua peculiare caratteristica è quella di evocare i demoni, semplicemente pronunciando la giusta formula ad alta voce; in questo modo il demone può possedere i corpi dei morti e anche dei vivi. Il libro contiene anche formule per cacciare nuovamente i demoni. Può anche aprire una fenditura nel tempo e nello spazio.
Nel remake La casa del 2013, il Necronomicon è un libro maledetto in cui sono scritti vari riti occulti, e sembra anche impossibile da distruggere: in una scena Eric, intuendo sia il libro la causa della follia delle sue amiche, tenta di bruciarlo, ma questi non prende fuoco. Inoltre sembra avere volontà propria: nella scena finale si chiude di scatto.
Nei fumetti i poteri del Necronomicon sono ulteriormente amplificati. Ad esempio, in Freddy vs. Jason vs. Ash, Freddy Krueger recitando dei passaggi del libro riesce a trasferirsi fuori dal mondo dei sogni e donare a Jason Voorhees una grande intelligenza.
Nei videogiochi vengono mostrati altri poteri del libro. Ad esempio, in A Fistful of Boomstick, grazie il Necronomicon Ash può guadagnare la superforza dei deadite, viaggiare nel tempo, lanciare fulmini e possedere i deadite stessi.

## Il demone
Il nome del demone non è mai menzionato, ma viene chiamato demone khandariano, luogo in cui sembra aver agito attivamente. Questo demone è strettamente legato al libro, infatti può essere scacciato distruggendolo, oppure compiendo alcuni riti anch'essi illustrati nel Necronomicon. L'entità è in grado di possedere i corpi dei morti e dei vivi, del tutto o in parte, a suo piacimento, così come gli oggetti inanimati. In caso di possessione di un essere vivente, si parla di queste figure col nome deadite. La possessione demoniaca può essere interrotta dalla luce del sole, in alternativa ci sono tre metodi illustrati nel Necronomicon: sepoltura da vivi, smembramento, o rogo. Talvolta l'entità si riferisce a se stessa al plurale.
L'entità non appare mai fisicamente, se non in una scena del secondo film, in cui è mostrato come un'orrenda faccia facente parte di un albero con una grande bocca piena di denti e a fianco all'occhio sinistro sono presenti le teste delle sue vittime. La sua presenza è spesso fatta percepire allo spettatore con delle riprese rasoterra e in rapido movimento, con il protagonista Ash che tenta di allontanarsi dall'obbiettivo, suggerendo sia la prospettiva dell'entità. È anche mostrato che, quando il demone è risvegliato, il luogo in cui viene evocato viene circondato da una fitta nebbia, ed eventuali strade vengono distrutte o scompaiono nel nulla. Se l'entità viene scacciata, la nebbia si ritira con essa.
Nel remake il Necronomicon descrive il demone come un rapitore di anime, il cui compito è quello di sacrificare cinque anime per far risorgere dall'Inferno un essere conosciuto come l'Abominio.

## Deadite
I deadite sono i corpi posseduti dall'entità di esseri ancora vivi. Sotto il suo controllo, acquisiscono forza e resistenza sovrumana, e alcuni (come Henrietta) possono trasformarsi. I deadite hanno la caratteristica di avere gli occhi vuoti, che appaiono così completamente bianchi (nel film del 2013 invece l'iride diventa arancione); altre caratteristiche fisiche sono la deformazione del cranio e il cambio di colore di pelle e capelli (quest'ultimo fattore è diverso in ogni film; ne La casa del 1981 i capelli diventano grigi e la pelle grigia o blu, in La casa 2 e L'armata delle tenebre solo i capelli cambiano, diventando bianchi, mentre nel remake del 2013 non vi sono cambiamenti).